# Cantó de Montinhac
El cantó de Montinhac és un cantó francès del departament de la Dordonya, situat al districte de Sarlat e la Canedat. Té 14 municipis i el cap és Montinhac.

## Municipis
- Aubàs
- Auriac de Perigòrd
- La Capèla Albarèlh
- Fanlac
- Las Farjas
- Montinhac
- Paisac e lo Mostièr
- Plasac
- Rofinhac e Sent Sarnin de Relhac
- Sench Amand de Còli
- Sent Lèon de Vesera
- Sarjac
- Tonac
- Valaujors

## Història
| Data d'elecció                           | Identitat       | Partit        | Qualitat |
| ---------------------------------------- | --------------- | ------------- | -------- |
| 1979-1998                                | Jean Burg       | PS            |          |
| 1998-2004                                | Jean Mazel      | Divers droite |          |
| 2004-                                    | Jacques Cabanel | PS            |          |
| les dades anteriors no són pas conegudes |                 |               |          |
|                                          |                 |               |          |

## Demografia
| 1962  | 1968  | 1975  | 1982  | 1990  | 1999  | 2006  |
| ----- | ----- | ----- | ----- | ----- | ----- | ----- |
| 7.939 | 7.627 | 7.530 | 7.796 | 7.963 | 8.290 | 8.646 |